# Grammy for Bedste countryalbum
Grammy for Best Country Album er en amerikansk pris der uddeles af Recording Academy for årets bedste country-album. Prisen gives til kunstner(e), producer(e) og tekniker(e). Prisen har været uddelt siden 1995, og i årene 1965 og 1966 som Best Country & Western Album.

## Modtagere af Grammy for Best Country Album
- 2025: Beyoncé for Cowboy Carter
- 2024: Lainey Wilson for Bell Bottom Country
- 2023: Willie Nelson for A Beautiful Time
- 2022: Chris Stapleton for Starting Over
- 2021: Miranda Lambert for Wildcard
- 2020: Tanya Tucker for While I'm Livin'
- 2019: Kacey Musgraves for Golden Hour
- 2018: Chris Stapleton for From A Room: Volume 1
- 2017: Sturgill Simpson for A Sailor's Guide to Earth
- 2016: Chris Stapleton for Traveller
- 2015: Miranda Lambert for Platinum
- 2014: Kacey Musgraves for Same Trailer Different Park
- 2013: Zac Brown Band for Uncaged
- 2012: Lady Antebellum for Own the Night
- 2011: Lady Antebellum for Need You Now
- 2010: Taylor Swift for Fearless

- 2009: George Strait for Troubadour
- 2008: Vince Gill for These Days
- 2007: Dixie Chicks og Rick Rubin (producer) for Taking the Long Way
- 2006: Alison Kraus and Union Station for Lonely Runs Both Ways
- 2005: Eric McConnell (tekniker/mixer), Stuart Sikes (tekniker/mixer), Jack White (producer) & Loretta Lynn for Van Lear Rose
- 2004: Carl Jackson (producer) & Luke Wooten (engineerteknik) for Livin', Lovin', Losin' – Songs of the Louvin Brothers spillet af diverse kunstnere
- 2003: Lloyd Maines (producer), Gary Paczosa (teknik) & Dixie Chicks (producer og kunstner) for Home
- 2002: Bonnie Garner, Luke Lewis & Mary Martin (producer) & diverse kunstnere for Hank Williams Tribute
- 2001: Byron Gallimore (producer), Julian King, Mike Shipley (teknik) & Faith Hill (producer & kunstner) for Breathe
- 2000: Blake Chancey, Paul Worley (producer), John Guess, Billy Sherrill (teknik) & Dixie Chicks for Fly

- 1999: Blake Chancey, Paul Worley (producer), John Guess (teknik) & the Dixie Chicks for Wide Open Spaces
- 1998: Rick Rubin (producer) & Johnny Cash for Unchained
- 1997: Billy Williams (producer) & Lyle Lovett (producer & kunstner) for The Road to Ensenada
- 1996: Robert "Mutt" Lange (producer) & Shania Twain for The Woman in Me
- 1995: Mary Chapin Carpenter for Stones in the Road

- 1966: Roger Miller for The Return of Roger Miller
- 1965: Roger Miller for Dang Me/Chug-A-Lug